# Tęguty
Tęguty [tɛŋˈɡutɨ] (tiếng Đức: Tengutten) là một khu định cư ở khu hành chính của Gmina Barczewo,thuộc huyện Olsztyński, Warmińsko-Mazurskie, ở miền bắc Ba Lan.
Trước năm 1772, khu vực này là một phần của Vương quốc Ba Lan, 1772-1945 Phổ và Đức (Đông Phổ).